# Мелам-Киши
Мелам-Киши — стародавній правитель шумерського міста-держави Кіша. Відповідно до Ніппурського царського списку правив упродовж 900 років. Фактично ж його правління належить приблизно до середини XXVIII століття до н. е.